# Charles Hawks Jr.
Charles Hawks Jr. (Horicon, 7 de julio de 1899 - Bryn Mawr, 6 de enero de 1960) fue un político estadounidense que se desempeñó como miembro de la Cámara de representantes de Estados Unidos por Wisconsin.

## Biografía
Nacido en Horicon, Wisconsin fue a la Universidad de Wisconsin-Madison y sirvió en la Marina de los Estados Unidos durante la Primera Guerra Mundial. Era vendedor y trabajaba en el negocio de seguros. Sirvió en la Junta de Supervisores del Condado de Dodge, Wisconsin de 1933 a 1937. En 1943, Hawks se mudó a Pensilvania, donde trabajó en relaciones públicas. Como republicano, representó al 2.º distrito congresional de Wisconsin en el 76° Congreso de los Estados Unidos. Falleció en Bryn Mawr, Pensilvania.